# A.E.I.O.U. (álbum)
A.E.I.O.U. es un álbum de la banda de hip hop polaca SiStars. Es el tercer álbum de su discografía, y su segundo álbum de estudio. Fue lanzado el 26 de septiembre de 2005. Esta producción logró lanzar la carrera del grupo a nuevos niveles, y logró consagrar a SiStars como una de las bandas polacas más populares.

## Lista de canciones
1. A.E.I.O.U.
2. Boogie Man
3. Dobranocka
4. I'm Sorry
5. Inspirations
6. Intovision
7. Keep On Fallin'
8. Life Line
9. Listen To Your Heart
10. My Music
11. Na Dwa
12. Pure Game
13. Skad Ja Cie Mam
14. U R Free

- Datos: Q4647129